# DCU Center
Il DCU Center (originariamente Centrum in Worcester, poi Worcester's Centrum Centre, e comunemente noto come The Centrum), è un'arena coperta di Worcester, nel Massachusetts, usata per eventi sportivi (hockey su ghiaccio, football a 8, lacrosse), concerti, e convention.
L'arena fu ufficialmente aperta nel settembre del 1982, con un concerto del cantante Frank Sinatra. Inizialmente di 12 000 posti, nel 1989 venne ristrutturata, aggiungendo circa 300 gratinate all'ultimo livello.
Nel 2004 è stata acquisita dalla DCU (Digital Federal Credit Union), attuale sponsor dell'arena. La stessa DCU nel giugno del 2009 ha annunciato la ristrutturazione dell'arena che dovrebbe riaprire nel 2012.